# Французький домініон у Каталонії

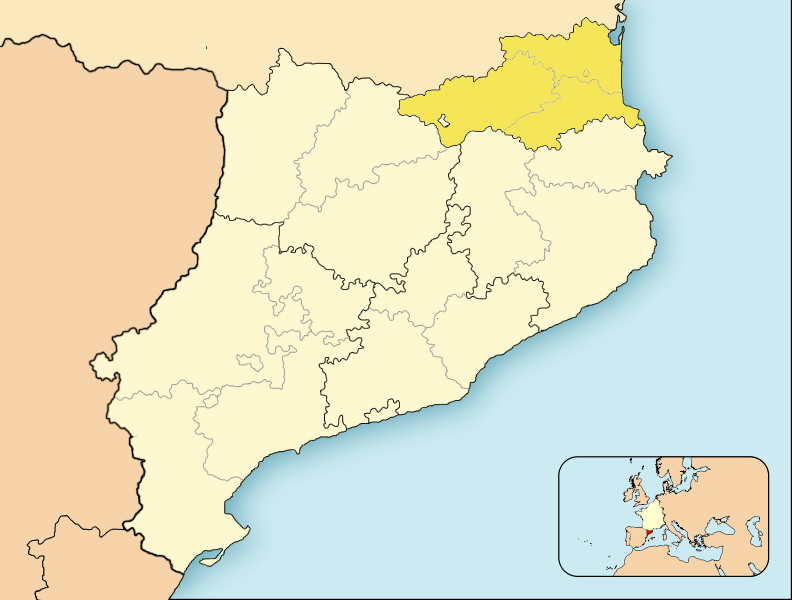
Каталонія у 1812—1814 р.р. у складі Франції, жовтим кольором позначено Північну Каталонію

Францу́зький домініо́н у Катало́нії — територія, окупована французькою армією під час наполеонівських війн та приєднана до Франції як кілька загальнофранцузьких адміністративних одиниць — департаментів.

## Історія
У 1808 р., під час наполеонівських воєн, Каталонію зайняли солдати генерала Ґійома Філібера Дюема (фр. Guillaume Philibert Duhesme). Іспанська армія розсіялася, але народний опір проти французької окупації швидко набрав силу у Каталонії, як і в інших частинах Іспанії, зрештою перетворившися на іспанську війну за незалежність. Яскравою сторінкою цієї війни була боротьба мешканців м. Жирони, яке оточила французька армія і яке захищалося під керівництвом генерала і військового губернатора Маріано Альвареса де Кастро (ісп. Mariano Álvarez de Castro). Французи остаточно підкорили місто 10 грудня 1809 р. після того, як багато людей померло від голоду, епідемій і холоду. Альварес де Кастро помер у в'язниці за місяць.
Між 1812 і 1814 рр., Каталонію було анексовано Францією, а на її території було створено чотири (пізніше два) департаменти.
Французький домініон у Каталонії існував до 1814 р., коли британський генерал А. Веллінґтон підписав перемир'я, за умовами якого французи залишили Барселону та інші свої опорні пункти, що до того часу все ще лишалися під контролем Франції.